# Jazz in Langourla
Jazz in Langourla est un festival de jazz qui se déroule pendant trois jours au mois d'août à Langourla en France, depuis 1996. Ce festival en Côtes-d'Armor, entre Rennes et Saint-Brieuc, est organisé au théâtre de verdure, un site champêtre couvert aménagé dans une ancienne carrière de granit.

## Histoire
L'idée d'un festival de jazz champêtre naît en 1995, portée par quelques amateurs locaux et soutenue par la municipalité du village de Langourla, qui aménage spécialement une scène dans une ancienne carrière de granit (espace scénique et accueil du public sont couverts depuis 2002). Né en 1996, le festival « Jazz au cœur du Mené » est conçu par l’association « Futurocom ». Jusqu’en 2002, il se développe en partenariat avec l’association « Langourla Loisirs et Fêtes». En 2003, repris intégralement par Futurocom, le festival est rebaptisé « Jazz in Langourla ». Son budget s'élevait en 2012 à 58 900 €.

## Programmation
La programmation associe des artistes à notoriété nationale ou internationale, et des artistes émergents . Depuis 1996 se sont notamment produits Moutin Réunion Quartet, Anne Paceo, Hadouk Trio, Renaud Garcia-Fons, Sean Gourley, Alain Jean-Marie, Romane, Pierrick Pédron, Simon Goubert, China Moses, Tigran Hamasyan, Martial Solal, Éric Le Lann, Jean-Jacques Milteau, Giovanni Mirabassi, Élisabeth Kontomanou, Richard Galliano, Aldo Romano, Henri Texier, Archie Shepp, Scott Hamilton, Tony Rabeson, Marcel Azzola, Patrick Saussois, Bob Wilber, Clark Terry, Henri Texier, Johnny Griffin, Florin Niculescu, Christian Escoudé, Bireli Lagrène, Rhoda Scott, Boulou et Elios Ferré, Philip Catherine, Éric Legnini, Claudia Solal, Thomas Enhco, Louis Winsberg, Tchavolo Schmitt, Daniel Givone, Michel Portal, Sylvain Luc, Kellylee Evans, David Reinhardt, Angelo Debarre, Hugh Coltman, Louis Sclavis, Manu Di Bango

## Projets associés
- Une jam session réunit chaque soir des artistes professionnels et amateurs dans un bar du village.
- Tremplin jazz-blues amateurs, accessible aux groupes de 2 à 5 musiciens [5] est une animation portée par l'association Mené Jazz.
- Masterclass de guitare manouche[6].